# Usclades-et-Rieutord
Usclades-et-Rieutord ist eine französische Gemeinde im Département Ardèche in der Region Auvergne-Rhône-Alpes. Sie gehört zum Kanton Haute-Ardèche und zum Arrondissement Largentière. Sie grenzt im Norden an Sainte-Eulalie, im Nordosten an Sagnes-et-Goudoulet, im Südosten an Burzet, im Süden an Montpezat-sous-Bauzon, im Südwesten an Saint-Cirgues-en-Montagne und im Westen an Cros-de-Géorand.

## Infrastruktur
Die vormalige Route nationale 536 und heutige Départementsstraße D122 führt über Usclades-et-Rieutord.

## Bevölkerungsentwicklung

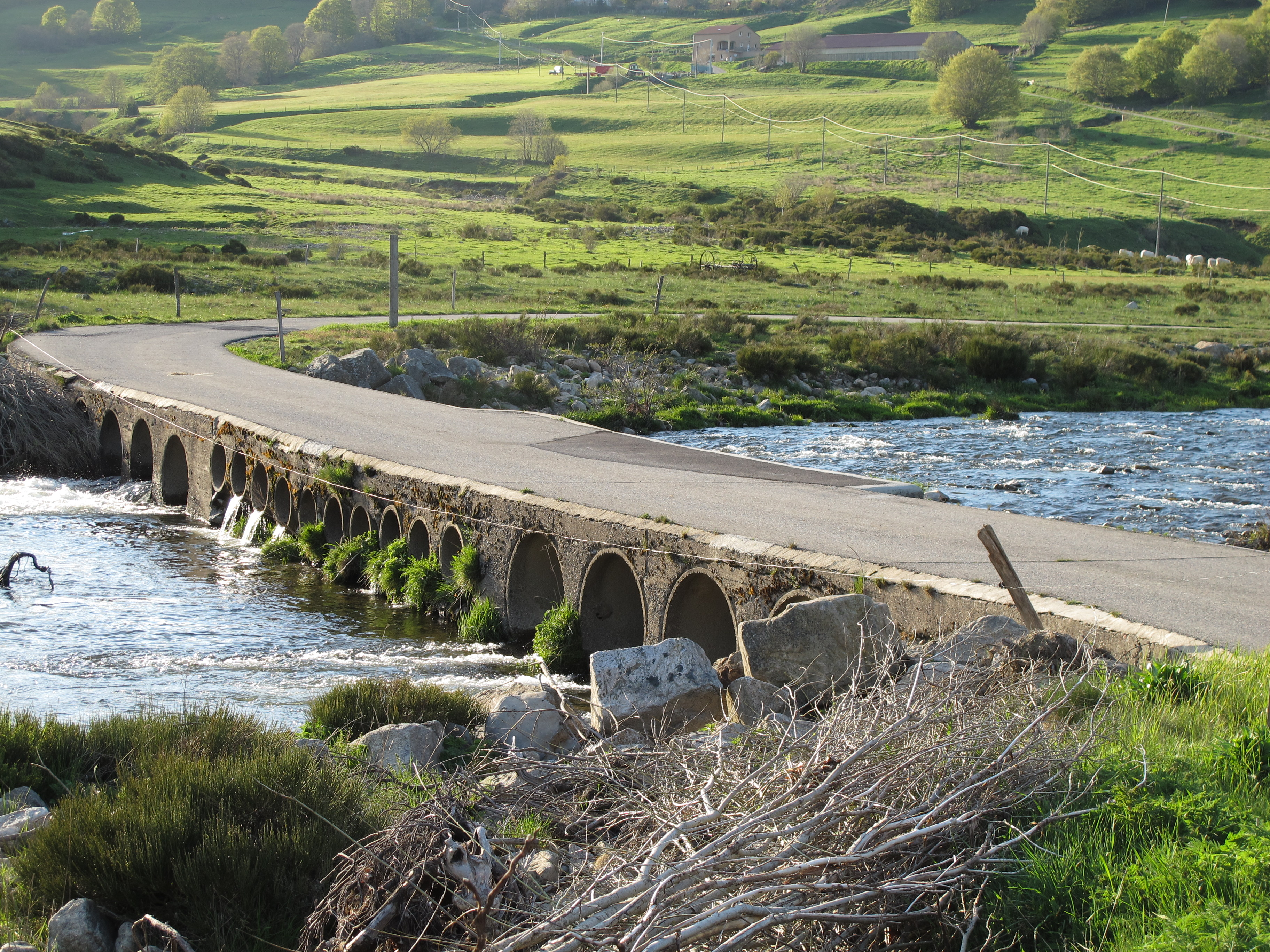
Brücke über die Loire

| Jahr                       | 1962 | 1968 | 1975 | 1982 | 1990 | 1999 | 2008 | 2014 |
| -------------------------- | ---- | ---- | ---- | ---- | ---- | ---- | ---- | ---- |
| Einwohner                  | 206  | 169  | 131  | 115  | 123  | 102  | 122  | 128  |
| Quellen: Cassini und INSEE |      |      |      |      |      |      |      |      |